# Motala högre allmänna läroverk
Motala högre allmänna läroverk var ett läroverk i Motala verksamt från 1876 till 1968.

## Historia
Skolan började 1876 som ett Privat treklassiga elementarläroverk för gossar. Denna ombildades 1897 till en statlig samskola som sedan före 1910 ombildades till en kommunal mellanskola. 1913 flyttade man i nya lokaler, det som sedan blev Östra skolan.
Skolan omvandlades med början 1927 till en samrealskola, med ett kommunalt gymnasium som startat 1921. 1939 hade gymnasiet helt förstatligats och skolan blev då Motala högre allmänna läroverk. En ny skolbyggnad ritad av Nils Ahrbom & Helge Zimdal invigdes i augusti 1943. Skolan kommunaliserades 1966 och namnändrades därefter 1967 till Zederslundsskolan efter att gymnasiekolan det året flyttat till nya lokaler i Platenskolan. Studentexamen gavs från 1923 till 1968 och realexamen från 1910 till 1968.